# Hans von Dohnányi
 Hans von Dohnányi (Wenen, 1 januari 1902 - Sachsenhausen, 9 april 1945) was een Duits jurist, redder van joden en een Duits verzetsstrijder tegen het naziregime.

## Leven
Hans von Dohnányi was de zoon van de Hongaarse componist Ernő Dohnányi en zijn vrouw, Elisabeth Kunwald die pianiste was. Na de scheiding van zijn ouders groeide hij op in Berlijn. Hier ging hij naar het Grunewald Gymnasium en geraakte hier bevriend met Dietrich Bonhoeffer en Klaus Bonhoeffer. Van 1920 tot 1924 studeerde hij rechten in Berlijn. In 1925 ontving hij een doctoraat in de rechten met een proefschrift over "Het Internationaal Lease-verdrag en de opeising van het lease gebied in de haven van Hamburg door Tsjecho-Slowakije".
Na het meedoen van het eerste staatsexamen in 1924, trouwde hij in 1925 met de zus van zijn schoolvrienden, Christel Bonhoeffer. Rond deze tijd verduitste hij de uitspraak van zijn naam door de nadruk te gaan leggen op de "a" in de tweede lettergreep van zijn familienaam (bij de Hongaarse uitspraak werd de klemtoon gelegd op de eerste lettergreep van de naam). Hij en zijn vrouw kregen drie kinderen: Klaus von Dohnányi (burgemeester van Hamburg van 1981 tot en met 1988), Christoph von Dohnányi (dirigent) en Barbara von Dohnányi.

## Werk
Voor een korte tijd werkte Dohnányi voor de Senaat van Hamburg, en in 1929 begon hij een carrière bij het Ministerie van Justitie. Hier werkte hij als een persoonlijk adviseur met de titel van aanklager voor verschillende justitieministers. In 1934 werd deze titel veranderd in Regierungsrat (overheidsadviseur). In 1932 was hij voor Erwin Bumke, de voorzitter van het keizerlijk hof (Reichsgerichtspräsident; op dat moment was Duitsland nog het Duitse Rijk, Deutsches Reich). Als adviseur van Franz Gürtner van 1934 tot 1938 maakte Dohnányi kennis met Adolf Hitler, Joseph Goebbels, Heinrich Himmler en Hermann Göring. Dohnányi had toegang tot de meest geheime documenten van het Ministerie van Justitie.

## Verzet
In de Nacht van de Lange Messen van eind juni 1934 werden er "gelegitimeerde" moorden uitgevoerd onder bevel van de regering, dit zonder proces of veroordeling. Het is toen dat Dohnányi begon contacten te zoeken binnen Duitse verzetskringen. Hij hield voor zichzelf archieven bij van de misdaden van het regime, zodat, in het geval het Nazi-regime zou instorten, hij bewijzen zou hebben van hun misdaden. In 1938, toen bekend werd wat voor kritische visie hij had ten opzichte van de radicale politiek van de nazi's, werd hij door Martin Bormann overgeplaatst naar het Reichsgericht in Leipzig om daar te werken als adviseur.
Kort voor het uitbreken van de Tweede Wereldoorlog, werd Dohnányi door Hans Oster in de Abwehr im Oberkommando der Wehrmacht geroepen. Onder leiding van Wilhelm Canaris, werd het vrij snel een centrum van verzet tegen Hitler. Dohnányi wist Dietrich Bonhoeffer onder de dienstplicht uit te laten komen door hem op te nemen in de Abwehr met als argument dat Bonhoeffer's oecumenische contacten nuttig konden zijn voor Duitsland.
In 1942 maakte Dohnányi het mogelijk voor twee Joodse advocaten uit Berlijn, Friedrich Arnold en Julius Fliess, om met hun geliefden te vluchten naar Zwitserland, vermomd als Abwehr-agenten. Dankzij de vervalsingen en operatie gekend als U-7, konden in totaal 13 mensen Duitsland ongehinderd verlaten. Dohnányi ging in het geheim naar Zwitserland om er zeker van te zijn dat de vluchtelingen werden toegelaten. Hij zorgde er ook voor dat ze geld kregen om zichzelf te onderhouden.
Gedurende eind februari 1943 hield Dohnányi zich bezig met Henning von Tresckows moordpoging op Hitler en de poging tot staatsgreep die daarop had moeten volgen. De bom die aan boord werd gesmokkeld van Hitlers vliegtuig in Smolensk (die eerst naar daar was gedragen door Dohnányi) ging niet af.
Op 5 april 1943 werd Dohnányi op zijn kantoor gearresteerd  door de Gestapo. Dit gebeurde op beschuldiging van overtreding van buitenlandse wisselkoersschendingen: hij had geld overgezet naar een Zwitserse bank, namens Joden die hij gered had. Daaronder transacties voor Jauch & Hübener (verzekeringsmakelaar). Ook Bonhoeffer en Christel Dohnányi werden gearresteerd, al werd Christel ongeveer een week later vrij gelaten.
Militaire rechter Karl Sack vertraagde opzettelijk Dohnányi's proces. In 1944 echter, werd Dohnányi naar het Sachsenhausen-concentratiekamp gestuurd. Zijn betrokkenheid in het complot van 20 juli 1944 kwam aan het licht toen dit plan mislukte. Daarbij komend had de Gestapo documenten gevonden die hij eerder bewaard en verborgen had. Hierdoor besliste de Gestapo dat Dohnányi het 'geestelijk brein' was van de samenzwering tegen Hitler. Op 6 april 1945 werd hij, op bevel van Hitler, ter dood veroordeeld. Twee of drie dagen later (afhankelijk van de bron) werd hij geëxecuteerd, opgehangen aan pianodraad.

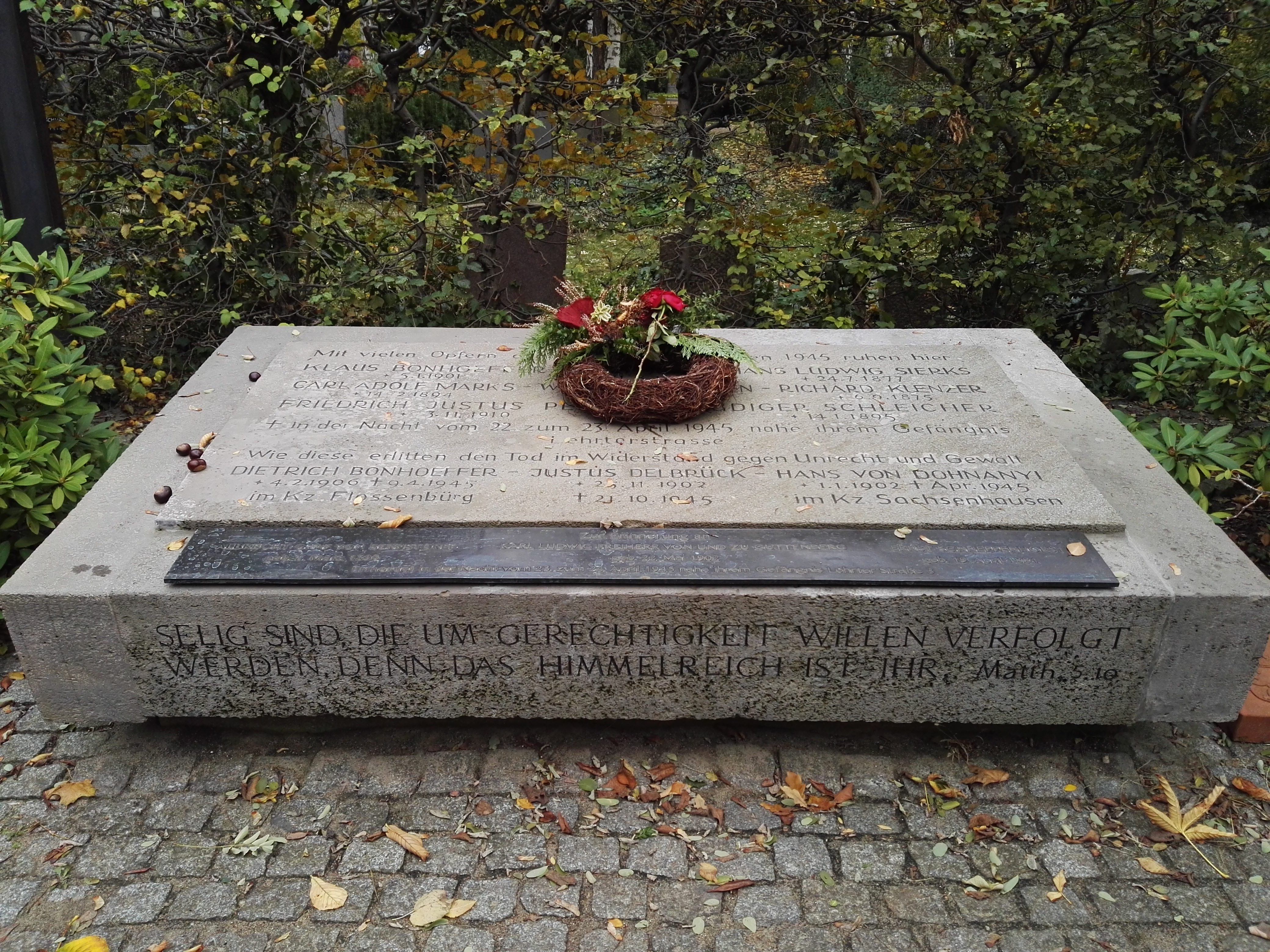
Graf ter herinnering aan: Klaus Bonhoeffer, Dietrich Bonhoeffer, Hans von Dohnanyi, Justus Delbruck, Hans John, Richard Kuenzer, Carl Adolf Marks, Wilhelm zur Nieden, Friedrich Justus Perels, Rudiger Schleicher, Hans Ludwig Sierks. Chausseestrasse 126 Berlijn.

## Verdere verloop na de oorlog
Na de val van het naziregime werden de voorzitter van het Duitse gerechtshof van die tijd (Otto Thorbeck) en de aanklager (Walter Huppenkothen) beschuldigd van medeplichtigheid tot moord. Nadat het Bundesgerichtshof (BGH) in eerste instantie de vrijspraak door de lagere rechtbank tenietdeed, veranderde deze van gedachten in 1956, tijdens een derde herziening van de zaak. De veroordeling van Thorbeck en Huppenkothen werd vernietigd en ze werden vrijgesproken van de lasten van medeplichtigheid aan moord. Deze beslissing werd genomen op grond dat de straf was opgelegd volgens de wet die toen van kracht was. Op de dag van Dohnányi's honderdste verjaardag in 2002, noemde de president van de BGH, Hirsch, diegene die Dohnányi ter dood hadden veroordeeld "criminelen die zichzelf rechter noemen". Hirsch stelde dat de uitspraak van 1956 schandelijk was omdat hierdoor geen enkele rechter van het nazitijdperk schuldig bevonden zou kunnen worden voor de 50.000 nazitegenstanders die zij ter dood hadden veroordeeld.
Op 23 oktober 2003 eerde Israël Dohnányi door hem te herkennen als een van de Rechtvaardige onder de Volkeren voor het met gevaar voor eigen leven redden van de families Arnold en Fliess. Zijn naam werd gegraveerd in de muren in het Holocaustherinneringscentrum Yad Vashem in Jeruzalem. 
Zijn kleinzoon Justus von Dohnányi speelde de hoofdrol van Wilhelm Burgdorf in de film Der Untergang uit 2004.
- Bibsys: 90243248
- Biblioteca Nacional de España: XX5545596
- Bibliothèque nationale de France: cb12556559t (data)
- Catàleg d'autoritats de noms i títols de Catalunya: 981058618401106706
- CiNii: DA0953155X
- Gemeinsame Normdatei: 118869566
- International Standard Name Identifier: 0000 0000 8224 1326
- Library of Congress Control Number: n91126207
- Nationale Bibliotheek van Tsjechië: jo2017974685
- Nationale bibliotheek van Australië: 63539219
- Nationale Bibliotheek van Israël: 987007271234505171
- Nederlandse Thesaurus van Auteursnamen: 074925458
- LIBRIS: 356930
- Système universitaire de documentation: 034857354
- Trove: 1844888
- Virtual International Authority File: 45099872
- WorldCat: E39PBJth96rkKK4DHw9GvBWFKd